# Bundesstraße 12
In Deutschland führt die Bundesstraße 12 (Abkürzung: B 12) von Lindau über München und Passau nach Philippsreut an der tschechischen Grenze, wo sie in die Silnice I/4 nach Prag übergeht.

## Geschichte

### Ursprung
Die Ursprünge der Straße gehen zum Teil auf den Handelsweg „Goldener Steig“ zurück: Die Strecke von Passau bis Außernbrünst bei Waldkirchen ist bereits um das Jahr 1000 als Salzhandelsweg nach Böhmen begangen worden. Das Teilstück von Herzogsreut zur Grenze war ab etwa 1300 als „Mittlerer Goldener Steig“ oder „Winterberger Weg“ bekannt.
Der Straßenbau im Hochstift Passau begann im 18. Jh. unter dem Fürstbischof Leopold Ernst von Firmian (1763–1783). In seiner Regierungszeit entstanden die Neuburger Straße zwischen Neuburg und Passau und die Straße von Passau bis zur böhmischen Grenze, die 1765 bereits bis Röhrnbach fertiggestellt war.

### Frühere Strecken und Bezeichnungen
Nach der Säkularisation war die heutige B 12 die einzige Straße im ehemaligen Hochstift Passau, die als Staatsstraße auf Kosten des bayerischen Staatshaushaltes erhalten und ausgebaut wurde. Die bayerischen Staatsstraßen wurden ihrem Anfangsort entsprechend nummeriert:
- Staatsstraße Nr. 11: Augsburg–Kaufbeuren–Kempten–Lindau
- Staatsstraße Nr. 89: München–Landsberg–Memmingen
- Staatsstraße Nr. 106: Passau–Freyung

Die 1932 eingerichtete Fernverkehrsstraße 12 (FVS 12), 1934 in Reichsstraße 12 (R 12) umbenannt, führte ursprünglich von Lindau über Burghausen bis Simbach. Um 1937 wurde diese Reichsstraße bis Passau verlängert. Nach der Einrichtung des Protektorats Böhmen und Mähren im Jahre 1939 wurde die R 12 weiter bis Prag verlängert.

### Ausbau zur modernen Autostraße
Bis in die 1950er Jahre blieb die R 12 weitgehend eine ungeteerte Schotterpiste. 1952–1954 wurde in Mühldorf eine neue Innbrücke gebaut und gleichzeitig eine neue Streckenführung südlich der engen Altstadt eingerichtet. 1957–1970 erhielt die Bundesstraße 12 einen neuen Straßenbelag und wurde den Bedürfnissen des Autoverkehrs entsprechend erweitert.

## Baugeschichte und Verlauf (auch B12n)

### Lindau bis Kempten
Die Bundesstraße 12 beginnt in Lindau im Freistaat Bayern und führt nordwärts. In Weißensberg zweigt die B 12 Richtung Osten ab (bis in die 2000er Jahre zweigte hier die B 18 Richtung Norden ab). Danach folgt unmittelbar die Anschlussstelle Weißensberg der A 96. Der ursprüngliche Abzweig der B 12/B 18 befand sich bis Ende der 1970er Jahre 300 Meter südlich. Im Zuge des Baus der A 96 Anfang der 1980er Jahre verlegte man diesen Richtung Norden. Die B 12 bekam keinen Anschluss zur A 96, da man zu diesem Zeitpunkt noch vom Bau der A 98 ausging. Der Anschluss an die A 96 erfolgte erst Anfang der 1990er Jahre.
Die B 12 führt nun ostwärts und erreicht an der Oberen Argen das Bundesland Baden-Württemberg. Die Grenze der beiden Bundesländer verläuft dann teilweise parallel zur Bundesstraße. Mit der Eröffnung der Umfahrung Isny am 23. Juli 2009 gelangt die B 12 für zirka 900 Meter auf bayerisches Gebiet. Im weiteren Verlauf erreicht die B 12 nach Großholzleute wieder den Freistaat Bayern.
Eine Ortsumfahrung Großholzleute wurde in den Bundesverkehrswegeplan 2030 aufgenommen, eine formale Planung bestand zum Zeitpunkt der Anmeldung nicht.

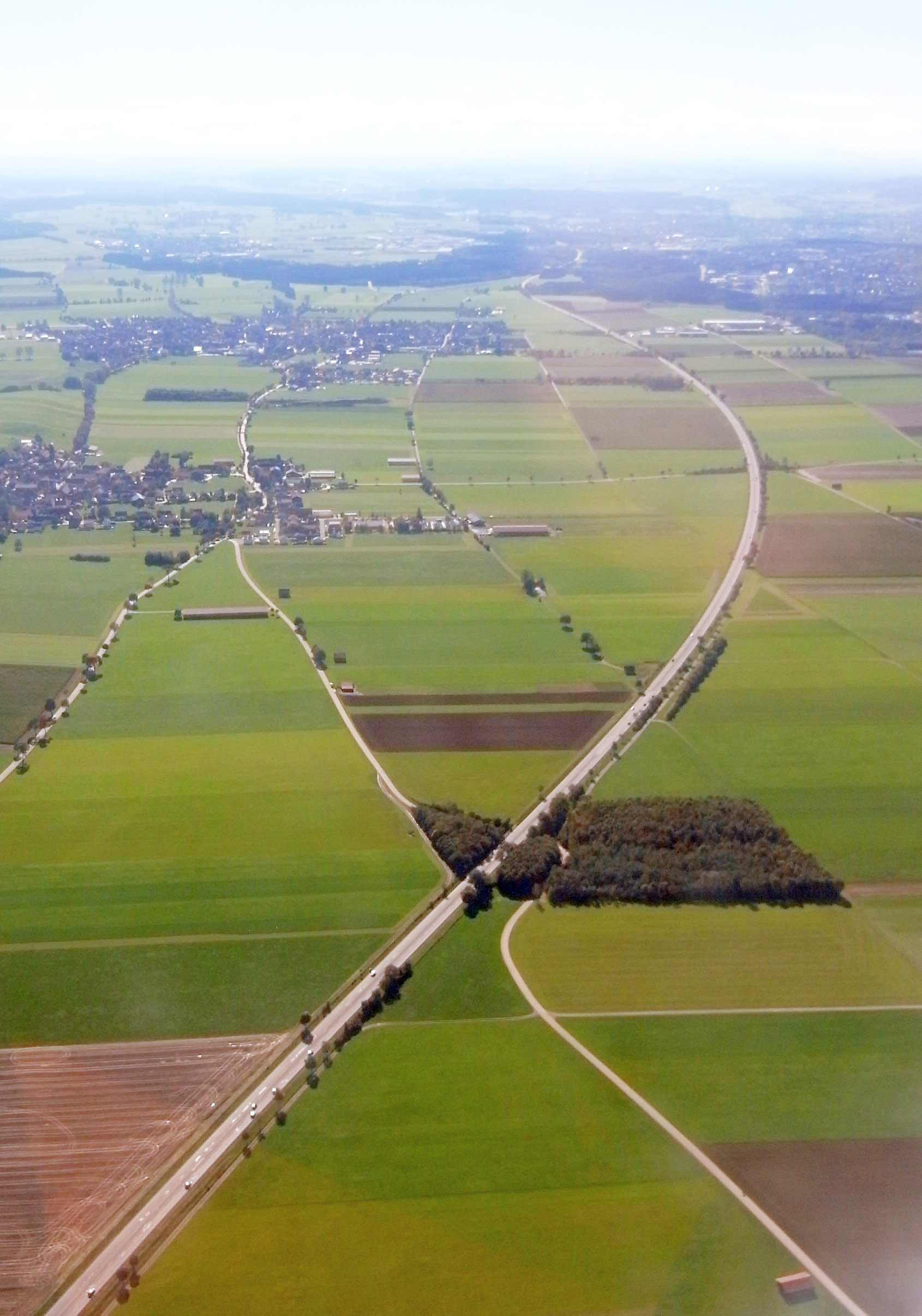
Bundesstraße 12 nördlich Germaringen

Ursprünglich führte die B 12 ab der Landesgrenze zum Teil kurvenreich über Buchenberg nach Kempten, heute ist diese Verbindung als Staatsstraße 2055 erhalten. In den 1990er Jahren wurde die Verbindung nach Weitnau fertiggestellt. Ab dort folgt der Verlauf zunächst dreistreifig, dann autobahnähnlich der Trasse der ehemals als Voralpenautobahn geplanten A 98. Deren Gesamtplanung wurde aber aufgrund der enormen Kosten, des nicht nachweisbaren Bedarfs und fehlender Akzeptanz aufgegeben. Bei Waltenhofen geht die B 12 in die A 980 über.

### Kempten bis München
Bis in die 1970er Jahre führte die B 12 mit zahlreichen Ortsdurchfahrten von Kempten über Obergünzburg, Kaufbeuren und Germaringen nach Buchloe. In den 1970er Jahren wurde eine leistungsfähige Ersatzstrecke ab der Anschlussstelle Kempten (A 7) über Marktoberdorf und im weiten Bogen um Kaufbeuren herum nach Buchloe gebaut. An einigen Abschnitten dieser Strecke ist die Bundesstraße überbreit ausgebaut.
Von Buchloe führte die Bundesstraße ostwärts über Landsberg am Lech nördlich am Ammersee vorbei nach Germering und weiter gemeinsam mit der B 2 nach München. Ende der 1970er Jahre wurde die Umfahrung Landsberg als vierstreifige autobahnähnliche Straße fertiggestellt. Nachdem Ende der 1980er Jahre weitere Teile westlich und östlich von Landsberg fertiggestellt waren, fand eine Aufstufung der bereits fertiggestellten vierstreifigen Teilstücke zur A 96 statt. Mit der Fertigstellung des Etterschlager Tunnels 1998 war der Abschnitt Buchloe–München komplett durch die A 96 ersetzt. Das Teilstück Oberpfaffenhofen bis München wurde bereits 1972 auf eine eigene Trasse gelegt und die B 12 im Bereich Germering herabgestuft.

#### Planung und Ausbau des Abschnitts Kempten – Buchloe
Ein vierspuriger Ausbau der Trasse zwischen Kempten (Allgäu) und Buchloe wurde in vergangenen Jahrzehnten von verschiedenen Politikern sowie Teilen der Bevölkerung gefordert. Ziele der Ausbaupläne waren ein besserer Anschluss des Allgäus, insbesondere Kaufbeurens, an München über die Bundesautobahn 96, sowie eine Erhöhung der Verkehrssicherheit. Der Abschnitt von Kempten (Berliner Platz) bis zur Anschlussstelle zur Bundesautobahn 7 ist bereits vierspurig ausgebaut.
Im November 2016 wurde das Bauprojekt in die Kategorie „vordringlicher Bedarf“ des Bundesverkehrswegeplans aufgenommen. Gezielte Planungen wurden ab 2016 von einer eigens eingerichteten Abteilung beim Staatlichen Bauamt Kempten ergriffen. Der Baubeginn war ursprünglich für 2021 geplant. Die Ausbaupläne im Regelquerschnitt 28 wurden im Vorfeld der Planfeststellung infrage gestellt. Im Zuge des Planfeststellungsverfahren erreichten die zuständige Regierung von Schwaben fast 1000 Einwendungen. Eine Bürgerinitiative „B12-Ausbau – so nicht!“ bildete sich unter Mitwirkung des Bund Naturschutz, des Bayerischen Bauernverbandes und Bündnis 90/Die Grünen.
Die Breite von 28 Metern berechnet sich wie folgt: jeweils zwei 8 Meter Richtungsfahrbahnen, 2,5 Meter Seitenstreifen, 1,5 Meter Banketten und ein 4 Meter breiter Mittelstreifen. In dieser Dimension wäre die Straße breiter als die anbindenden Autobahnen 7 und 96. Die zum Vergleich gezogene, ebenfalls 4-spurig ausgebaute Bundesstraße 19 im Oberallgäu hat eine Gesamtbreite von knapp 19 Metern.
In der Stadt Buchloe bemängelte der Stadtrat unter anderem Lärmschutzmaßnahmen, die nicht für eine Straße ohne Tempolimit ausreichen und zudem das örtliche Hochwasserschutzkonzept für den Stadtteil Lindenberg unterlaufen. Der Bund Naturschutz kritisiert die Planungen wegen ihrer Unvereinbarkeit mit Klimaschutzzielen und wegen des Flächenverbrauchs. Auch der Bauernverband (BBV) wendete sich gegen die Ausbaupläne mit insgesamt 28 Metern Breite mit Verweis auf das Flächensparen. Gemeinsam mit anderen Verkehrsinitiativen forderte „B12-Ausbau – so nicht!“ im Bundestagswahlkampf 2021 ein Straßenbaumoratorium und die Überprüfung des gesamten Bundesverkehrswegeplans. Rund 350 Menschen demonstrierten bei einer Fahrraddemo auf der Bundesstraße im September 2021.
Nachdem der Planfeststellungsbescheid durch die Regierung von Schwaben im Juni 2022 veröffentlicht wurde, kündigten der Bund Naturschutz und die Stadt Buchloe Klagen an. Der Bayerische Bauernverband erneuerte seine Kritik und forderte einen Kompromiss mit einer flächensparsameren Ausbauvariante. Auch die Anliegergemeinde Germaringen kritisiert den Planfeststellungsbeschluss und spricht sich stattdessen für einen Ausbau in 21 Metern Breite aus.

### München bis Passau

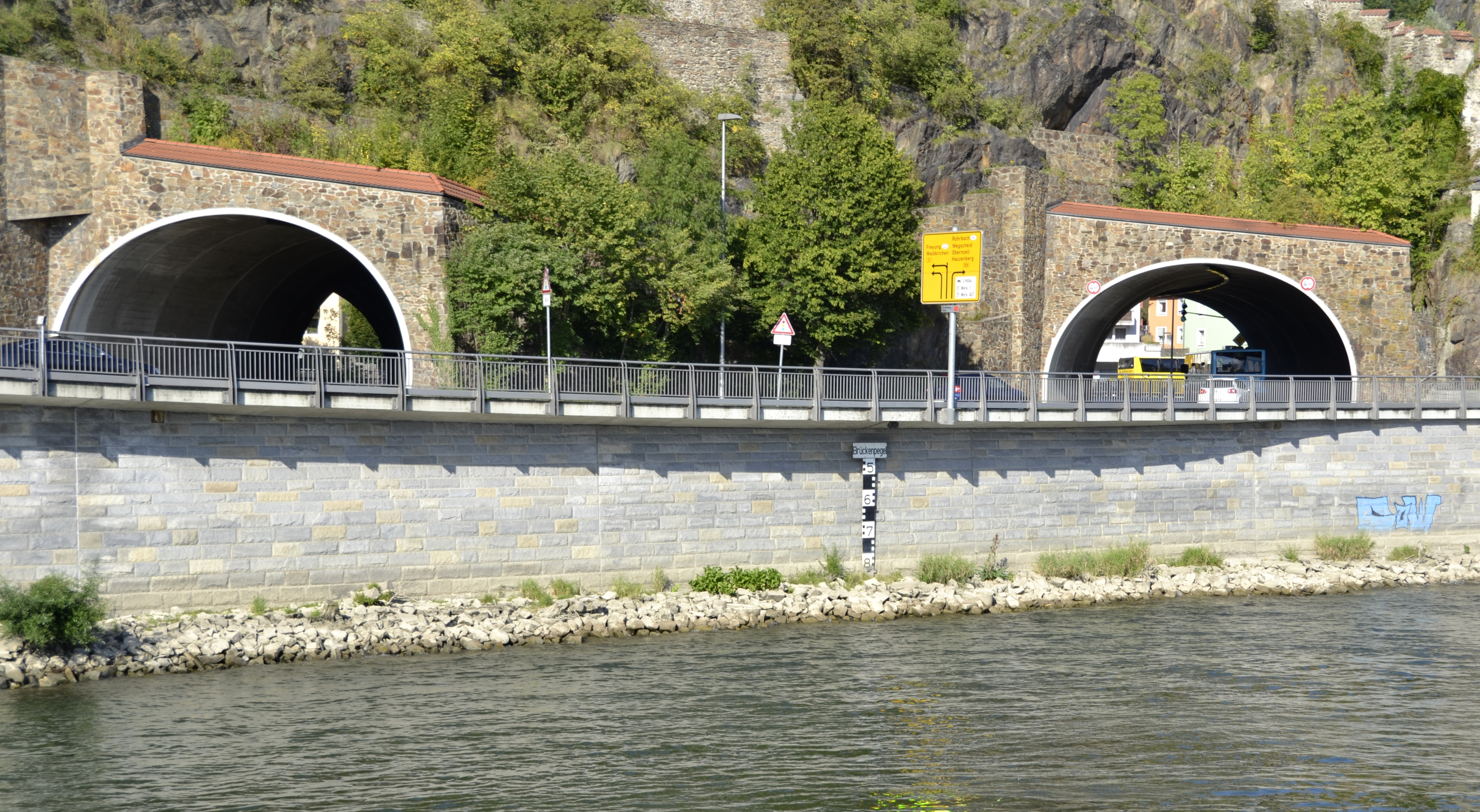
Bundesstraße 12 in Passau (im Tunnel)

Im Ostabschnitt zwischen München und der Bundesautobahn 3 bei Passau ist sie auf zwei Abschnitten von München nach Forstinning und von Heldenstein bis Marktl durch die Bundesautobahn 94 ersetzt.
Der Bau dieser Autobahnlinie zwischen Forstinning und Heldenstein wurde 30 Jahre lang durch Diskussionen über die Trassenführung entweder durch das Isental bzw. über die Trasse der B 12 verhindert. Hier wurde nach dem Gerichtsurteil des bayerischen Verwaltungsgerichtshofs im Oktober 2007 und der Aufhebung des Baustopps am 19. März 2008 mit dem Bau auf der Isental-Trasse Richtung Pastetten begonnen. Das anschließende Teilstück Pastetten–Heldenstein wurde im September 2019 fertiggestellt. Dieses Autobahnteilstück verläuft bei Dorfen mehrere Kilometer nördlich der B 12, die weiterhin an Haag i.OB vorbeiführt und bei Heldenstein wieder auf die A 94 trifft.
Zwischen den A 94-Anschlussstellen Mühldorf-West (19) und Neuötting-Ost (24) wurde die hier südlich der Autobahn durch die Mühldorfer Innenstadt führende B 12 mittlerweile zur Staatsstraße mit der Nummer 2550 abgestuft.
Zwischen Marktl und Simbach am Inn sowie zwischen Kühstein und Malching wurde die B 12 auf dem späteren Trassenverlauf der A 94 neu gebaut, jedoch zunächst nur zweispurig ausgeführt. Der vierspurige Ausbau des letztgenannten Abschnittes wurde am 9. Oktober 2012 begonnen und am 28. November 2013 fertiggestellt. Weitere Bauabschnitte sind in Planung.

### Passau bis zur tschechischen Grenze
Der nördliche Abschnitt von Passau an die tschechische Grenze befindet sich ebenfalls im Ausbau. Hier wird ein durchgängig dreispuriger Ausbau angestrebt. Bei Salzweg soll ein 1,9 km langer und 2,5 Millionen Euro teurer Ausbau erfolgen, der 1,1 km lange Abschnitt Straßkirchen-Bärnbach soll für 1,9 Millionen Euro dreispurig ausgebaut werden. Zwischen Hutthurm und Großthannensteig ist der Vorentwurf bereits genehmigt. Hier sollen 1,7 km für 3,64 Millionen Euro ausgebaut werden. Bei Außernbrünst soll für 1,8 Millionen Euro eine geänderte Kreuzung errichtet werden. Anschließend daran soll in Richtung Wimperstadl ein 1,6 km langer Abschnitt für 2,2 Millionen Euro gebaut werden. Von Aigenstadl nach Freyung sollen auf 2,4 km Länge 3,6 Millionen Euro verbaut werden. Bisher noch ohne Planung ist der 2,4 km Abschnitt Sonndorf–Heldengut, der 3 Millionen Euro kosten soll. Von Heldengut bis Herzogsreut sind die Vermessungen für das 3,4 km lange und 3 Millionen Euro teure Ausbaustück abgeschlossen.
Kommunalpolitiker fordern darüber hinausgehend einen vollständigen Ausbau auf durchgängig drei Spuren und langfristig einen Ausbau der A 94 über Passau hinaus nach Prag. Auf tschechischer Seite ist hierfür die Autobahn Dálnice 4 auf einer Länge von 76 km von insgesamt 150 km ausgebaut worden. Allerdings wird ein vollständiger Lückenschluss durch das tschechische Natur- und Landschaftsschutz-Gesetz 114/92 untersagt. Sowohl im Nationalpark Šumava (dt.: Böhmerwald) als auch im gleichnamigen, den Nationalpark umgebenden Landschaftsschutzgebiet dürfen keine Korridore für Schnellstraßenausbauten eingerichtet werden.

## Ausbauzustand

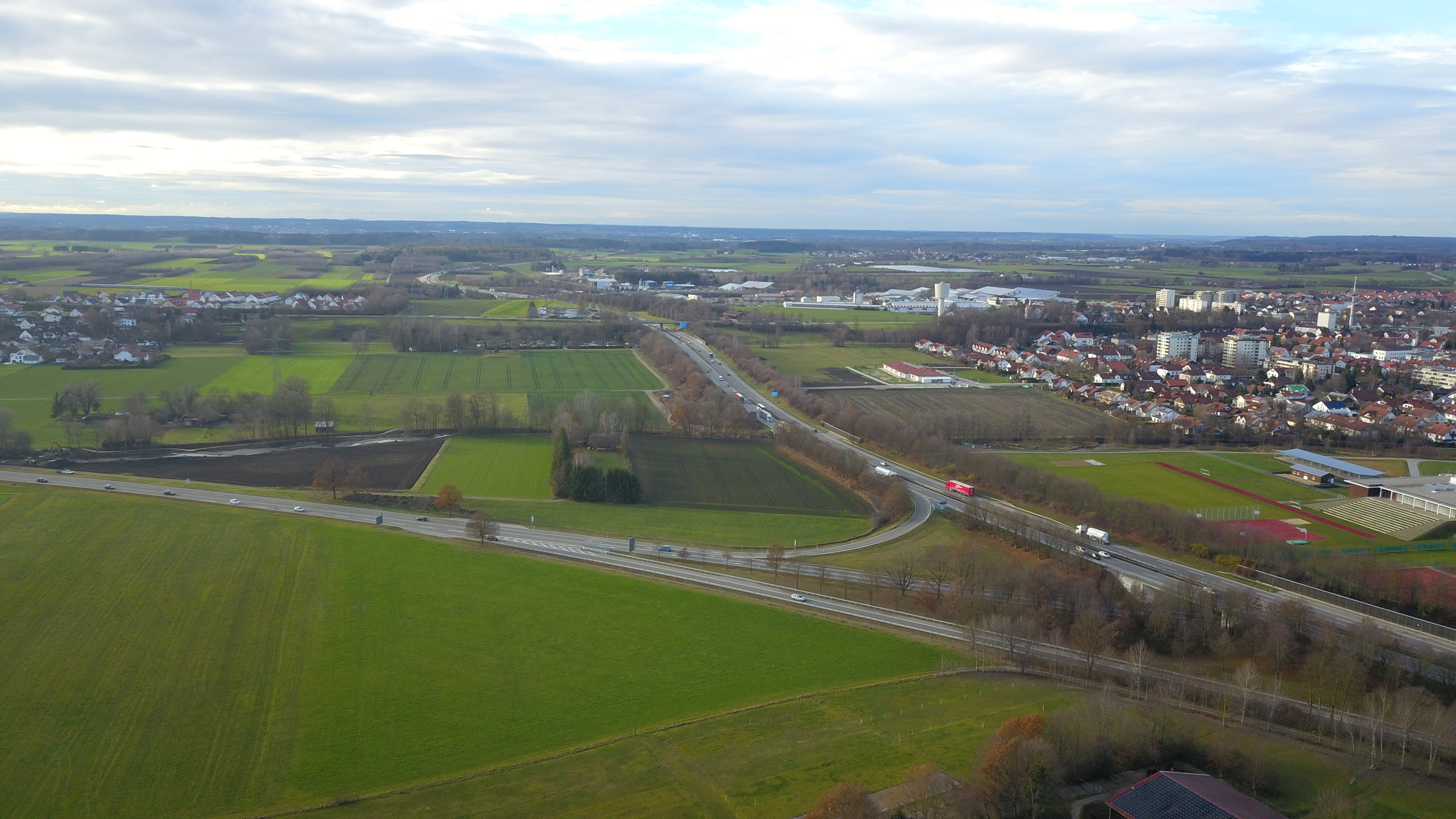
Abzweigung der Bundesstraße 12 von der A 96 bei Jengen/Kaufbeuren

Der Ausbauzustand der B 12 gliedert sich wie folgt:
| Abschnitt                                             | Streifen     | Trennstreifen | Bemerkung       |
| ----------------------------------------------------- | ------------ | ------------- | --------------- |
| Stadtgebiet Lindau                                    | 2            | nein          | städtisch       |
| Stadtgebiet Lindau – Lindau-Schönbühl                 | 2 (teilw. 3) | ja            |                 |
| Lindau-Schönbühl – Weißensberg                        | 2            | nein          |                 |
| Weißensberg – Seltmans                                | 2            | nein          |                 |
| Seltmans – bei Weilerle                               | 2 (teilw. 3) | nein          | kreuzungsfrei   |
| bei Weilerle – Waltenhofen                            | 4            | ja            | autobahnähnlich |
| Kempten – Jengen/Kaufbeuren                           | 2 (teilw. 3) | nein          | kreuzungsfrei   |
| Hohenlinden – Heldenstein                             | 2            | nein          |                 |
| Burghausen – Simbach am Inn                           | 2            | nein          | kreuzungsfrei   |
| Simbach am Inn – Pocking                              | 2            | nein          |                 |
| Passau-Mitte – Passau                                 | 2            | nein          |                 |
| Stadtgebiet Passau                                    | 4            | nein          | städtisch       |
| Passau – St 2319 Passau-Sieglberg                     | 3            | nein          |                 |
| St 2319 Passau-Sieglberg – Grenzübergang Philippsreut | 2            | nein          |                 |

## Unfallschwerpunkt
Im Volksmund wurde der stark befahrene seinerzeitige östliche Abschnitt zwischen Forstinning und Pocking als „Todesstrecke Nr. 1“ bezeichnet, da es fast regelmäßig zu tödlichen Unfällen kam. In 20 Jahren kamen dort fast 350 Menschen ums Leben; allein im Jahr 2003 waren es 13.
Ein schwerer Unfall im Herbst 2004 war Anlass für den Einsatz von Polizeihubschraubern gegen Raser. Anschließend wurde die Umgebung von Haag i.OB so eine längere Zeit überwacht, und auch für anschließende Zeiträume war angekündigt, dass die Polizei in unregelmäßigen Abständen Unterstützung aus der Luft für diese gefährdete Strecke bekommen werde. Im Oktober 2006 beurteilte das Polizeipräsidium Oberbayern den Effekt der auch mit konventionellen Mitteln verstärkten Geschwindigkeitsüberwachung positiv; so verzeichnete man im ersten Halbjahr 2006 neben mehr als 3.500 Verstößen einen Rückgang der Unfallzahlen im Vergleich zum Vorjahreszeitraum.
Laut einem im Juli 2021 erschienenen Zeitungsbericht bewertete eine Versicherungsgesellschaft die Straße in ihrer Gesamtheit unter Berücksichtigung der Todeszahlen 2019 bis erstes Quartal 2020 als gefährlichste Straße Deutschlands, vor allem wegen des Lkw-Verkehrs und riskanter Überholmanöver.

## Maut
Bevor die gesamte B 12 wie Bundesstraßen allgemein ab dem 1. Juli 2018 für LKW ab 7,5 Tonnen mautpflichtig wurde, bestand diese Mautpflicht nach dem Bundesfernstraßenmautgesetz (BFStrMG) auf dem 8,6 km langen Streckenabschnitt vom Anschluss B 12 Weitnau Osterhofen über den Anschluss Weitnau Hellengerst/Hochmoorstraße bis zur Anschlussstelle Waltenhofen. Dies galt auch für den 2,1 km langen Abschnitt zwischen Kempten Stephan-/Reinhartser Straße und Kempten Übergang.